# 泉园街道
泉园街道，是中华人民共和国辽宁省沈阳市沈河区下辖的一个乡镇级行政单位。

## 行政区划
泉园街道下辖以下地区：
福康社区、方家栏社区、凌云社区、御龙社区、佳和社区、上木场社区、万科社区、和泰社区和青阳社区。